# Gad (tribù)
Gad è il settimo figlio di Giacobbe, il primo con Zilpa, ancella di Lia.
È anche il nome della tribù israelitica che ha come capostipite Gad stesso.